# Konduktometrie

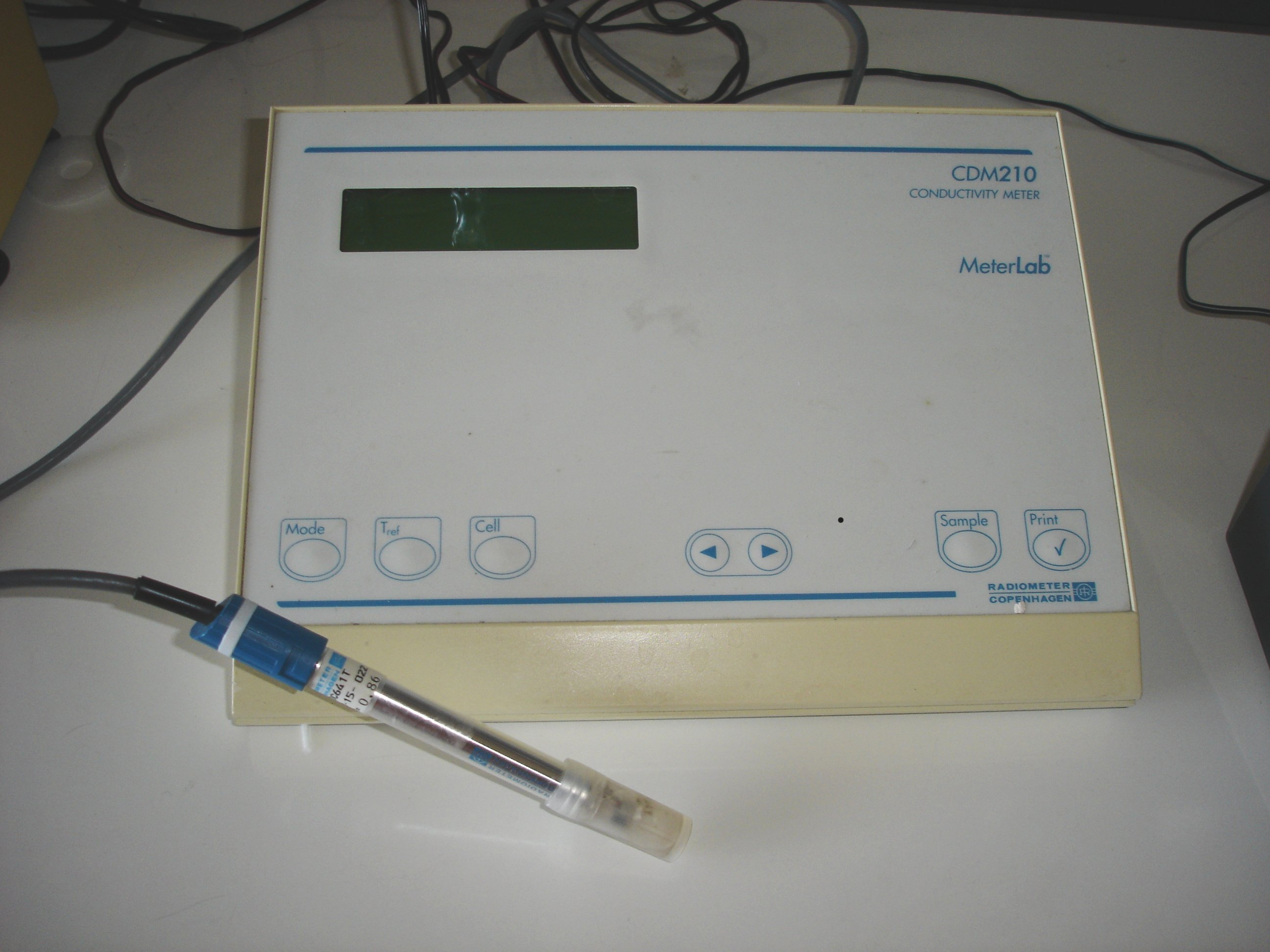
Konduktometr

Konduktometrie je soubor analytických metod založených na měření vodivosti roztoku.

## Vodivost roztoků
Vodivost roztoku je dána migrací iontů k elektrodám a je převrácenou hodnotou ohmického odporu roztoku. Vodivost se měří konduktometrem, k vlastnímu měření pak slouží konduktometrická cela, která je tvořena dvěma platinovými plíšky o ploše 1 cm2, které jsou umístěny rovnoběžně ve vzdálenosti 1 cm. Měření se provádí střídavým napětím (50 Hz-5 kHz), čímž se zamezí polarizaci elektrod.

## Přímá konduktometrie
Přímé měření vodivosti je neselektivní metodou, dává informaci o celkovém obsahu iontů v roztoku, například v pitné nebo užitkové vodě. Měření může být rušeno přítomností H+ nebo OH− iontů, které mají několikanásobně vyšší molární vodivost než ostatní ionty.

## Nepřímá konduktometrie (konduktometrické titrace)
Nepřímá konduktometrie slouží k indikaci bodu ekvivalence titrací. Sleduje změny vodivosti titrovaného roztoku na objemu přidávaného odměrného roztoku. Využívá se především u neutralizačních, srážecích a někdy u komplexotvorných titrací. Tuto metodu nelze využít u titrací, kde se používají pufry, protože pak je pH stabilní a obsah iontů se během titrace mění jen málo.